# Piotr Nowakowski
Piotr Nowakowski (Żyrardów, 18 de dezembro de 1987) é um voleibolista indoor profissional polonês. Atua na posição de central.

## Carreira
Nowakowski é membro da seleção polonesa de voleibol masculino. Em 2016, representou seu país nos Jogos Olímpicos no Rio de Janeiro, que ficou em sétimo lugar. Atualmente atua pelo Projekt Warszawa.